# Boštjan Goličič
Boštjan Goličič (né le 12 juin 1989 à Kranj en République socialiste de Slovénie) est un joueur professionnel de hockey sur glace slovène. Il évolue au poste d'ailier. Son frère Jurij a également connu une carrière professionnelle.

## Biographie

### Carrière en club
Formé au HK Bled, il est choisi en quarantième position lors du repêchage européen 2007 de la Ligue canadienne de hockey par les Hitmen de Calgary. Il part alors en Amérique du Nord et débute dans la Ligue de hockey de l'Ouest. Les Hitmen s'inclinent quatre victoires à deux face aux Rockets de Kelowna en finale de la Coupe Ed Chynoweth 2009. Il passe professionnel cette année-là avec le HDD Olimpija Ljubljana dans l'EBEL, l'élite autrichienne. L'équipe remporte le championnat de Slovénie 2012. En mai 2012, il tente une nouvelle expérience chez les Diables rouges de Briançon dans la Ligue Magnus après avoir discuté avec l'entraîneur-adjoint de l'équipe Edo Terglav.  L'équipe est éliminée en demi finale de coupe de la ligue par Angers. Elle évince Marseille, Morzine-Avoriaz, Dijon puis Grenoble 4-1 en demi-finale de Coupe de France puis bat Angers 2-1 lors de la finale au Palais omnisports de Paris-Bercy. Goličič sert une assistance à Toby Lafrance sur le deuxième but alpin. En championnat, Briançon termine la saison régulière à la troisième place. Goličič met dix buts et vingt-six points en autant de matchs de saison régulière. L'équipe élimine Strasbourg en quatre matchs lors des quarts de finale. Futur champion de France, Rouen met fin à la saison des briançonnais trois victoires à une au stade des demi-finales. La production offensive du slovène s'intensifie comme celle de son partenaire de ligne, le canadien David Labrecque. Goličič termine meilleur buteur de son équipe lors des séries éliminatoires 2013 avec sept buts, le deuxième total de la ligue après les dix filets de Danick Bouchard d'Épinal.

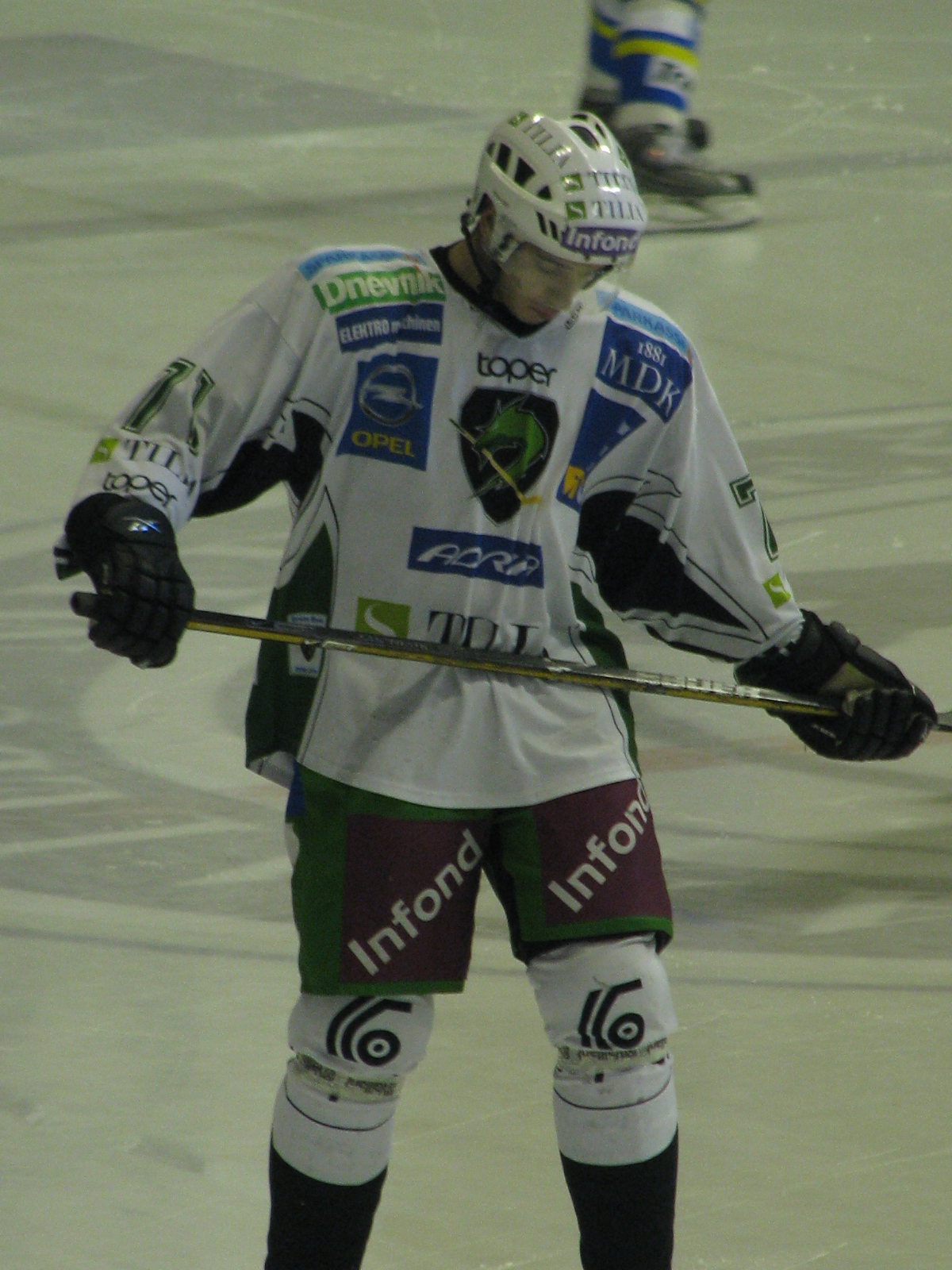
Goličič avec le HDD Olimpija Ljubljana.

Goličič prolonge l'aventure à Briançon pour la saison 2013-2014. Il est gravement blessé au visage fin août lors d'un match de présaison. Souffrant de fractures au nez, au plancher de l'orbite et du sinus maxillaire. Il voit ses coéquipiers remporter le match des champions 2013. Alors que le Slovène commence à retrouver ses sensations, il est endeuillé par le décès de sa mère en octobre. En Coupe de France, les Diables rouges atteignent le stade des demi-finales où ils sont éliminés 2-4 face à Rouen malgré un but de Goličič. Briançon s'incline contre cette même équipe en demi-finale de Coupe de la Ligue.
Le 22 décembre 2013, Goličič marque un but et une assistance lors du Winter Game, match de saison régulière contre Grenoble disputé au Stade des Alpes et remporté 5-4. Goličič est aligné avec le centre Jaka Ankerst et l'ailier suédois Jimmy Jensen sur le deuxième trio d'attaque. marque dix buts et quatorze assistances en vingt-et-une rencontres de saison régulière. Deuxièmes de la saison régulière, les briançonnais éliminent Villard-de-Lans trois matchs à un puis Dijon en quatre matchs secs. Lors de la finale, Briançon affronte Angers et s'impose quatre victoires à trois. Goličič est expulsé lors du sixième match et est suspendu pour la dernière rencontre à la patinoire René Froger. Le 6 avril 2014, malgré l'ouverture du score de Braden Walls, son équipe réagit en supériorité numérique et l'emporte 5-1. Briançon décroche la Coupe Magnus, trophée récompensant le champion de France, pour la première fois de son histoire. Le slovène inscrit sept buts pour douze points durant les quatorze matchs de séries éliminatoires qu'il dispute.
À l'issue de la saison, il suit son entraîneur Luciano Basile à Gap en compagnie de cinq autres joueurs des Diables rouges. Deuxièmes de la saison régulière, les Rapaces remportent la finale de la Coupe Magnus 2015 face au Gamyo Épinal en sept matchs. Avec dix buts, il est le meilleur buteur des séries éliminatoires ex aequo avec son équipier Radim Valchar.

### Carrière internationale
Il représente l'équipe de Slovénie au niveau international. Il prend part aux sélections jeunes. Le 6 novembre 2009, il honore sa première sélection senior contre la Croatie. Il est sélectionné par Matjaž Kopitar pour les Jeux olympiques d'hiver de 2014 à Sotchi.

## Trophées et honneurs personnels

### Ligue canadienne de hockey
- 2007 : sélectionné par les Hitmen de Calgary lors du repêchage européen en 40e position.

## Statistiques

### En club
| Saison    | Équipe                        | Ligue               |    | Saison régulière | Saison régulière | Saison régulière | Saison régulière | Saison régulière |    | Séries éliminatoires | Séries éliminatoires | Séries éliminatoires | Séries éliminatoires | Séries éliminatoires |
| Saison    | Équipe                        | Ligue               | PJ | B                | A                | Pts              | Pun              | PJ               | B  | A                    | Pts                  | Pun                  |                      |                      |
| 2003-2004 | HK MK Bled                    | Ligue Slovène Jr.   | 17 | 2                | 2                | 4                | 4                | 2                | 0  | 0                    | 0                    | 0                    |                      |                      |
| 2004-2005 | HK MK Bled                    | Ligue Slovène Jr.   | 16 | 3                | 4                | 7                | 14               | 2                | 1  | 1                    | 2                    | 2                    |                      |                      |
| 2005-2006 | HK MK Bled                    | Ligue Slovène Jr.   |    |                  |                  |                  |                  |                  |    |                      |                      |                      |                      |                      |
| 2006-2007 | HK MK Bled                    | Ligue Slovène Jr.   | 19 | 20               | 12               | 32               | 51               | 5                | 8  | 1                    | 9                    | 8                    |                      |                      |
| 2006-2007 | HK MK Bled                    | Kärntner Elite Liga | 18 | 19               | 19               | 38               | 22               | 5                | 5  | 2                    | 7                    | 4                    |                      |                      |
| 2007-2008 | Hitmen de Calgary             | LHOu                | 57 | 12               | 18               | 30               | 24               | 12               | 1  | 1                    | 2                    | 2                    |                      |                      |
| 2008-2009 | Hitmen de Calgary             | LHOu                | 67 | 26               | 30               | 56               | 26               | 18               | 4  | 10                   | 14                   | 10                   |                      |                      |
| 2009-2010 | HDD Olimpija Ljubljana        | EBEL                | 47 | 8                | 17               | 25               | 49               | -                | -  | -                    | -                    | -                    |                      |                      |
| 2009-2010 | HDD Olimpija Ljubljana        | Ligue slovène       | 4  | 2                | 3                | 5                | 2                | 6                | 3  | 4                    | 7                    | 8                    |                      |                      |
| 2010-2011 | HDD Olimpija Ljubljana        | EBEL                | 54 | 10               | 18               | 28               | 18               | 4                | 0  | 1                    | 1                    | 0                    |                      |                      |
| 2010-2011 | HDD Olimpija Ljubljana        | Ligue slovène       | 3  | 3                | 2                | 5                | 0                | 4                | 0  | 1                    | 1                    | 2                    |                      |                      |
| 2011-2012 | HDD Olimpija Ljubljana        | EBEL                | 36 | 5                | 10               | 15               | 16               | 11               | 1  | 4                    | 5                    | 9                    |                      |                      |
| 2011-2012 | HDD Olimpija Ljubljana        | Ligue slovène       | 0  | 0                | 0                | 0                | 0                | 6                | 1  | 1                    | 2                    | 2                    |                      |                      |
| 2012-2013 | Diables rouges de Briançon    | Ligue Magnus        | 26 | 10               | 16               | 26               | 16               | 8                | 7  | 4                    | 11                   | 6                    |                      |                      |
| 2013-2014 | Diables rouges de Briançon    | Ligue Magnus        | 21 | 10               | 14               | 24               | 18               | 14               | 7  | 5                    | 12                   | 31                   |                      |                      |
| 2014-2015 | Rapaces de Gap                | Ligue Magnus        | 22 | 13               | 9                | 22               | 14               | 17               | 10 | 4                    | 14                   | 24                   |                      |                      |
| 2015-2016 | Rapaces de Gap                | Ligue Magnus        | 23 | 13               | 13               | 26               | 31               | 6                | 1  | 1                    | 2                    | 2                    |                      |                      |
| 2016-2017 | Brûleurs de loups de Grenoble | Ligue Magnus        | 36 | 17               | 20               | 37               | 18               | 12               | 4  | 8                    | 12                   | 20                   |                      |                      |
| 2017-2018 | Brûleurs de loups de Grenoble | Ligue Magnus        | 37 | 19               | 31               | 50               | 22               | 13               | 5  | 5                    | 10                   | 20                   |                      |                      |
| 2018-2019 | Brûleurs de loups de Grenoble | Ligue Magnus        | 4  | 2                | 2                | 4                | 2                | -                | -  | -                    | -                    | -                    |                      |                      |
| 2019-2020 | Boxers de Bordeaux            | Ligue Magnus        | 14 | 2                | 6                | 8                | 4                | -                | -  | -                    | -                    | -                    |                      |                      |
| 2019-2020 | Rapaces de Gap                | Ligue Magnus        | 23 | 7                | 6                | 13               | 20               | 4                | 1  | 2                    | 3                    | 6                    |                      |                      |
| 2020-2021 | Rapaces de Gap                | Ligue Magnus        | 19 | 10               | 10               | 20               | 26               | -                | -  | -                    | -                    | -                    |                      |                      |
| 2021-2022 | Rapaces de Gap                | Ligue Magnus        | 40 | 15               | 16               | 31               | 45               | 6                | 1  | 1                    | 2                    | 0                    |                      |                      |
| 2022-2023 | Rapaces de Gap                | Ligue Magnus        | 38 | 17               | 14               | 31               | 24               | 5                | 3  | 2                    | 5                    | 29                   |                      |                      |
| 2023-2024 | Rapaces de Gap                | Ligue Magnus        | 23 | 5                | 10               | 15               | 8                | -                | -  | -                    | -                    | -                    |                      |                      |

### En équipe nationale
| Année | Compétition                          |   | PJ | B | A | Pts | Pun | +/-                                           |  | Résultat |
| 2006  | Championnat du monde moins de 18 ans | 5 | 4  | 1 | 5 | 0   | +1  | Médaille d'argent de la division 1, groupe A  |  |          |
| 2007  | Championnat du monde moins de 18 ans | 5 | 3  | 3 | 6 | 4   | +1  | Médaille d'argent de la division 1, groupe A  |  |          |
| 2008  | Championnat du monde junior          | 5 | 2  | 1 | 3 | 18  | 0   | Médaille de bronze de la division 1, groupe B |  |          |
| 2009  | Championnat du monde junior          | 5 | 0  | 4 | 4 | 33  | +1  | Quatrième de la division 1, groupe A          |  |          |
| 2010  | Championnat du monde                 | 5 | 0  | 1 | 1 | 2   | +1  | Médaille d'or de la division D1, groupe B     |  |          |
| 2012  | Championnat du monde                 | 5 | 0  | 0 | 0 | 0   | -2  | Médaille d'or de la division D1, groupe A     |  |          |
| 2013  | Championnat du monde                 | 7 | 0  | 0 | 0 | 2   | -2  | Seizième de l'élite                           |  |          |
| 2014  | Jeux olympiques                      | 5 | 0  | 0 | 0 | 0   | -3  | Septième place                                |  |          |
| 2014  | Championnat du monde                 | 5 | 1  | 1 | 2 | 2   | +2  | Médaille d'or de la division D1, groupe A     |  |          |
| 2015  | Championnat du monde                 | 6 | 0  | 0 | 0 | 2   | -2  | Seizième place                                |  |          |
| 2017  | Championnat du monde                 | 7 | 0  | 0 | 0 | 0   | -3  | Quinzième place                               |  |          |
| 2018  | Jeux olympiques                      | 4 | 0  | 0 | 0 | 0   | 0   | Neuvième place                                |  |          |
| 2018  | Championnat du monde                 | 5 | 1  | 3 | 4 | 4   | +2  | Cinquième place, division 1A                  |  |          |
| 2019  | Championnat du monde                 | 5 | 1  | 3 | 4 | 4   | +3  | Quatrième place, division 1A                  |  |          |

## Roller in line hockey
Durant l'intersaison, il pratique parfois le Roller in line hockey.

### Statistiques
| Saison | Équipe          | Ligue         |    | PJ | B | A  | Pts | Pun |
| 2005   | Troha Pub       | Ligue Slovène | 11 | 1  | 4 | 5  | 0   |     |
| 2006   | Troha Pub Bled  | Ligue Slovène | 17 | 6  | 9 | 15 | 12  |     |
| 2008   | H.H.T.Brezovica | Ligue Slovène | 2  | 1  | 0 | 1  | 0   |     |